# One Park Drive
Le One Park Drive est un gratte-ciel d'habitations de 205 mètres situé dans le quartier d'affaires de Canary Wharf sur l'Île aux Chiens, à Londres, dont la construction s'est achevée en 2021.  
Le bâtiment est le premier projet résidentiel conçu par le cabinet d'architecture suisse Herzog & de Meuron au Royaume-Uni. Il est de forme cylindrique, avec 58 étages comprenant 484 appartements,. En mai 2023, One Park Drive est le neuvième plus haut bâtiment du Royaume-Uni.